# Речное (Брянская область)
Речное — посёлок в Суражском районе Брянской области России. Входит в состав Кулажского сельского поселения.

## География
Посёлок находится в северо-западной части Брянской области, в зоне хвойно-широколиственных лесов, в пределах части Приднепровской низменности, на левом берегу реки Ипути, на расстоянии примерно 10 километров (по прямой) к юго-западу от города Суража, административного центра района. Абсолютная высота — 140 метров над уровнем моря.
Экология
В результате аварии на Чернобыльской АЭС 26 апреля 1986 года территория западной части района была загрязнена долгоживущими радионуклидами: плутонием, америцием, строением, цезием.
Согласно Распоряжению Правительства РФ Суражский район:
IV. Зона проживания с льготным социально-экономическим статусом
Кулажское сельское поселение
пос. Речное

### Климат
Климат характеризуется как умеренно континентальный с достаточным увлажнением, тёплым летом и умеренно холодной зимой. Среднегодовая многолетняя температура воздуха составляет 5,4 °С. Средняя температура воздуха самого тёплого месяца (июля) — 18,1 °C (абсолютный максимум — 37 °C); самого холодного (января) — −8 — −7,5 °C (абсолютный минимум — −37 °C). Период активной вегетации растений (с температурой выше 10°С) составляет 144 дня. Среднегодовое количество атмосферных осадков составляет 554 мм, из которых большая часть (285 мм) выпадает в тёплый период. Снежный покров держится в течение 120—130 дней.

### Часовой пояс
Посёлок Речное, как и вся Брянская область, находится в часовой зоне МСК (московское время). Смещение применяемого времени относительно UTC составляет +3:00.

## История
Упоминается с 1930-х годов как Речные (Ручьиные) хутора.
До 1960 в Княжевском сельсовете.

## Население
| 2010 | 2013 |
| ---- | ---- |
| 6    | ↘4   |

### Национальный состав
В национальной структуре населения русские составляли 100 % из 10 человек (2002).